# Суперкуп Јадранске лиге у кошарци 2018.
Суперкуп Јадранске лиге у кошарци је 2018. године одржан по други пут. Домаћин турнира били су Лакташи у периоду од од 20. до 23. септембра 2018. године, а сви мечеви су одиграни у спортској дворани Лакташи.

## Пропозиције такмичења
- Право наступа на овогодишњем Суперкупу остварују домаћин турнира и седам најбоље пласираних екипа у претходној сезони Јадранске лиге. Они на основу пласмана редом добијају такмичарске бројеве од 1 до 8.
- У четвртфиналу су клубови упарени на следећи начин:
  - четвртфинална утакмица 1: такм. број 1 - такм. број 8
  - четвртфинална утакмица 2: такм. број 2 - такм. број 7
  - четвртфинална утакмица 3: такм. број 3 - такм. број 6
  - четвртфинални утакмица 4: такм. број 4 - такм. број 5
- У полуфиналу су клубови упарени на следећи начин:
  - полуфинална утакмица 1: победници четвртфиналних утакмица 1 и 4
  - полуфинална утакмица 2: победници четвртфиналних утакмица 2 и 3
- Победници полуфиналних утакмица остварују пласман у финале.

## Учесници
| Такм. број | Клуб              | Пласман у сез. 2017/18. Јадранске лиге | Напомене         |
| ---------- | ----------------- | -------------------------------------- | ---------------- |
| 1          | Будућност ВОЛИ    | 1.                                     |                  |
| 2          | Црвена звезда МТС | 2.                                     |                  |
| 3          | Цедевита          | 3.                                     |                  |
| 4          | Морнар Бар        | 4.                                     |                  |
| 5          | Партизан НИС      | 5.                                     |                  |
| 6          | Задар             | 6.                                     |                  |
| 7          | Петрол Олимпија   | 7.                                     |                  |
| 8          | Игокеа            | 10.                                    | Домаћин турнира. |

## Четвртфинале
| 20. 9. 2018. 18:00 | Извештај | Морнар Бар                                                                      | 77 : 91 | Партизан НИС                              | Спортска дворана Лакташи, Лакташи Гледаоци: 1.000 Судије: Саша Пукл, Марио Мајкић, Александар Давидов |  |
| 20. 9. 2018. 18:00 | Извештај | Четвртине: 18:22, 26:25, 19:20, 14:24                                           |         |                                           | Спортска дворана Лакташи, Лакташи Гледаоци: 1.000 Судије: Саша Пукл, Марио Мајкић, Александар Давидов |  |
| 20. 9. 2018. 18:00 | Извештај | Поени: Карингтон 20 Скокови: Луковић 9 Асистенције: Врањеш 6 Индекс: Луковић 22 |         | Гагић 23 Гагић, Загорац 6 Пејџ 8 Гагић 27 | Спортска дворана Лакташи, Лакташи Гледаоци: 1.000 Судије: Саша Пукл, Марио Мајкић, Александар Давидов |  |

| 20. 9. 2018. 20:30 | Извештај | Будућност ВОЛИ                                                               | 90 : 86 | Игокеа                                             | Спортска дворана Лакташи, Лакташи Гледаоци: 1.000 Судије: Томислав Хордов, Гордан Терлевић, Владимир Михајловић |  |
| 20. 9. 2018. 20:30 | Извештај | Четвртине: 19:21, 20:24, 25:22, 26:19                                        |         |                                                    | Спортска дворана Лакташи, Лакташи Гледаоци: 1.000 Судије: Томислав Хордов, Гордан Терлевић, Владимир Михајловић |  |
| 20. 9. 2018. 20:30 | Извештај | Поени: Гордић 19 Скокови: К. Кларк 8 Асистенције: Гордић 6 Индекс: Гордић 26 |         | Зубчић 21 Зубчић 6 Адамовић, Милошевић 4 Зубчић 25 | Спортска дворана Лакташи, Лакташи Гледаоци: 1.000 Судије: Томислав Хордов, Гордан Терлевић, Владимир Михајловић |  |

| 21. 9. 2018. 18:00 | Извештај | Цедевита                                                                               | 85 : 77 | Задар                             | Спортска дворана Лакташи, Лакташи Гледаоци: 800 Судије: Урош Обркнежевић, Урош Николић, Драган Поробић |  |
| 21. 9. 2018. 18:00 | Извештај | Четвртине: 23:17, 20:20, 20:30, 22:10                                                  |         |                                   | Спортска дворана Лакташи, Лакташи Гледаоци: 800 Судије: Урош Обркнежевић, Урош Николић, Драган Поробић |  |
| 21. 9. 2018. 18:00 | Извештај | Поени: Бел 23 Скокови: Агилар, Лима 5 Асистенције: Кобс, Магет 7 Индекс: Стипановић 21 |         | Грант 21 Божић 9 Башић 4 Грант 20 | Спортска дворана Лакташи, Лакташи Гледаоци: 800 Судије: Урош Обркнежевић, Урош Николић, Драган Поробић |  |

| 21. 9. 2018. 20:30 | Извештај | Црвена звезда МТС                                                                  | 86 : 60 | Петрол Олимпија                       | Спортска дворана Лакташи, Лакташи Гледаоци: Милош Кољеншић, Игор Драгојевић, Саша Бабић Судије: 1.500 |  |
| 21. 9. 2018. 20:30 | Извештај | Четвртине: 20:28, 20:14, 20:9, 26:9                                                |         |                                       | Спортска дворана Лакташи, Лакташи Гледаоци: Милош Кољеншић, Игор Драгојевић, Саша Бабић Судије: 1.500 |  |
| 21. 9. 2018. 20:30 | Извештај | Поени: Цирбес 14 Скокови: Фаје 8 Асистенције: Раданов, Регланд 5 Индекс: Цирбес 20 |         | Месичек 15 Бегић 5 Месичек 4 Лазић 17 | Спортска дворана Лакташи, Лакташи Гледаоци: Милош Кољеншић, Игор Драгојевић, Саша Бабић Судије: 1.500 |  |

## Полуфинале
| 22. 9. 2018. 18:00 | Извештај | Партизан НИС                                                                   | 87 : 90 | Будућност ВОЛИ                             | Спортска дворана Лакташи, Лакташи Гледаоци: 2.000 Судије: Саша Пукл, Томислав Хордов, Гордан Терлевић |  |
| 22. 9. 2018. 18:00 | Извештај | Четвртине: 24:19, 25:24, 18:22, 9:11, 11:14                                    |         |                                            | Спортска дворана Лакташи, Лакташи Гледаоци: 2.000 Судије: Саша Пукл, Томислав Хордов, Гордан Терлевић |  |
| 22. 9. 2018. 18:00 | Извештај | Поени: Маринковић 19 Скокови: Лендејл 9 Асистенције: Пејџ 7 Индекс: Лендејл 22 |         | Е. Кларк 17 Шеховић 7 Џексон 5 К. Кларк 21 | Спортска дворана Лакташи, Лакташи Гледаоци: 2.000 Судије: Саша Пукл, Томислав Хордов, Гордан Терлевић |  |

| 22. 9. 2018. 20:30 | Извештај | Цедевита                                                                    | 68 : 79 | Црвена звезда МТС                 | Спортска дворана Лакташи, Лакташи Гледаоци: 2.200 Судије: Милош Кољеншић, Марио Мајкић, Саша Бабић |  |
| 22. 9. 2018. 20:30 | Извештај | Четвртине: 16:25, 11:20, 17:11, 24:23                                       |         |                                   | Спортска дворана Лакташи, Лакташи Гледаоци: 2.200 Судије: Милош Кољеншић, Марио Мајкић, Саша Бабић |  |
| 22. 9. 2018. 20:30 | Извештај | Поени: 4 играча 10 Скокови: Агилар 7 Асистенције: Магет 5 Индекс: Агилар 14 |         | Регланд 20 Фаје 7 Човић 4 Фаје 22 | Спортска дворана Лакташи, Лакташи Гледаоци: 2.200 Судије: Милош Кољеншић, Марио Мајкић, Саша Бабић |  |

## Финале
| 23. 9. 2018. 21:00 | Извештај | Будућност ВОЛИ                                                                 | 75 : 89 | Црвена звезда МТС                           | Спортска дворана Лакташи, Лакташи Гледаоци: 2.500 Судије: Саша Пукл, Томислав Хордов, Марио Мајкић |  |
| 23. 9. 2018. 21:00 | Извештај | Четвртине: 16:28, 16:29, 23:21, 20:11                                          |         |                                             | Спортска дворана Лакташи, Лакташи Гледаоци: 2.500 Судије: Саша Пукл, Томислав Хордов, Марио Мајкић |  |
| 23. 9. 2018. 21:00 | Извештај | Поени: Баровић 19 Скокови: К. Кларк 6 Асистенције: Џексон 5 Индекс: Баровић 23 |         | Фаје 14 Лазић, Цирбес 5 Регланд 7 Цирбес 16 | Спортска дворана Лакташи, Лакташи Гледаоци: 2.500 Судије: Саша Пукл, Томислав Хордов, Марио Мајкић |  |

| Победник Суперкупа Јадранске лиге у кошарци 2018. |
| ------------------------------------------------- |
| Црвена звезда 1. титула                           |